# Comité directeur de l'Alliance
Cet article court présente un sujet plus développé dans : école de Nancy (art).
Le Comité directeur de l'Alliance désigne les membres du comité directeur de l'association de l'école de Nancy, Alliance provinciale des industries d'art.
En 1901, son vice président est Eugène Vallin.